# Ian Fraser (baron Fraser de Lonsdale)
William Jocelyn Ian Fraser, né le 30 août 1897 à Eastbourne (dans le Sussex) et mort le 20 décembre 1974,, est un homme politique britannique. Il est notamment la première personne à avoir été nommée pair à vie à la Chambre des lords, et est une des rares personnalités politiques aveugles au Royaume-Uni.

## Biographie
Il effectue ses études au Marlborough College puis à l'Académie royale militaire de Sandhurst. Durant la Première Guerre mondiale, lors de la bataille de la Somme, il subit une blessure de guerre qui le laisse totalement aveugle. Il se consacre dès lors au soutien des aveugles, de guerre ou civils, au travers notamment de la Royal National Institute for the Blind,. Il épouse Irene Mace en 1918 ; le couple n'a pas d'enfant. En 1921, à l'âge de 24 ans, il devient président du conseil exécutif de la St. Dunstan's Home for Blind Soldiers, qui devient « l'une des plus célèbres institutions au monde pour les aveugles » dans l'entre-deux guerres. Cette institution aide les vétérans aveugles à s'adapter à la perte de leur vue, et leur propose des formations pour leur réinsertion professionnelle. Il conserve la responsabilité de cette présidence jusqu'à sa mort. En 1922, il est fait commandeur de l'ordre de l’Empire britannique (CBE).
Lors des élections générales du 29 octobre 1924, il est élu parlementaire conservateur du quartier londonien de St Pancras à la Chambre des communes. Il siège sur les bancs de la majorité parlementaire du premier ministre conservateur Stanley Baldwin. Il perd son siège aux élections du 30 mai 1929, puis le regagne aux élections du 27 octobre 1931, qui produisent un gouvernement de coalition nationale dirigé par l'ancien travailliste Ramsay MacDonald mais principalement composé de conservateurs. En 1934, il est fait chevalier, devenant Sir Ian Fraser. En 1937, il est nommé l'un des gouverneurs de la British Broadcasting Corporation (BBC), et quitte donc le Parlement. En 1940, il reprend son siège à la faveur d'une élection partielle. En 1942 il publie son autobiographie, Whereas I was Blind (Alors que j'étais aveugle). En 1953, il est fait compagnon de l'Ordre des compagnons d'honneur.
La loi Life Peerages Act de 1958 permet au premier ministre de conférer des titres de pair à vie à qui bon lui semble, et ainsi de les nommer membres de la Chambre des lords. Cette réforme marque le début d'une profonde modification de la composition de cette chambre, jusque lors réservée à l'aristocratie héréditaire. Sur décision du premier ministre conservateur Harold Macmillan, Ian Fraser est la première personne à être nommée pair à vie, le 1er août. Il devient le baron Fraser de Lonsdale, et siège dès lors à la Chambre des lords avec les quatorze autres nouveaux pairs à vie (dix hommes et quatre femmes),. Il n'y a pas trace d'autres membres aveugles à la Chambre des lords avant lui mais, cette chambre existant depuis 1341, les archives sont incomplètes.
Il décède le 19 décembre 1974. Depuis 1976, un mémorial sous la forme d'une plaque lui est dédié à l'intérieur de l'abbaye de Westminster, comprenant une notice biographique en braille.

## Autres membres aveugles du Parlement britannique
- Henry Fawcett, député libéral à la Chambre des communes de 1864 à 1884[7]
- William Tindal Robertson, député conservateur à la Chambre des communes de 1886 à 1889[7]
- William Archibald Macdonald, député nationaliste irlandais à la Chambre des communes de 1886 à 1892[7]
- David Blunkett, député travailliste à la Chambre des communes depuis 1987, premier aveugle à devenir ministre (ministre de l'Intérieur de 2001 à 2004)[7]
- Colin Low (Baron Low), membre de la Chambre des lords depuis 2006[7].